# Enseignement dans la région de Dakar
Les établissements d'enseignement de la région de Dakar, au Sénégal, relèvent des inspections d'académie de Dakar, de Rufisque et de Pikine-Guédiawaye depuis 2013.

## Préscolaire

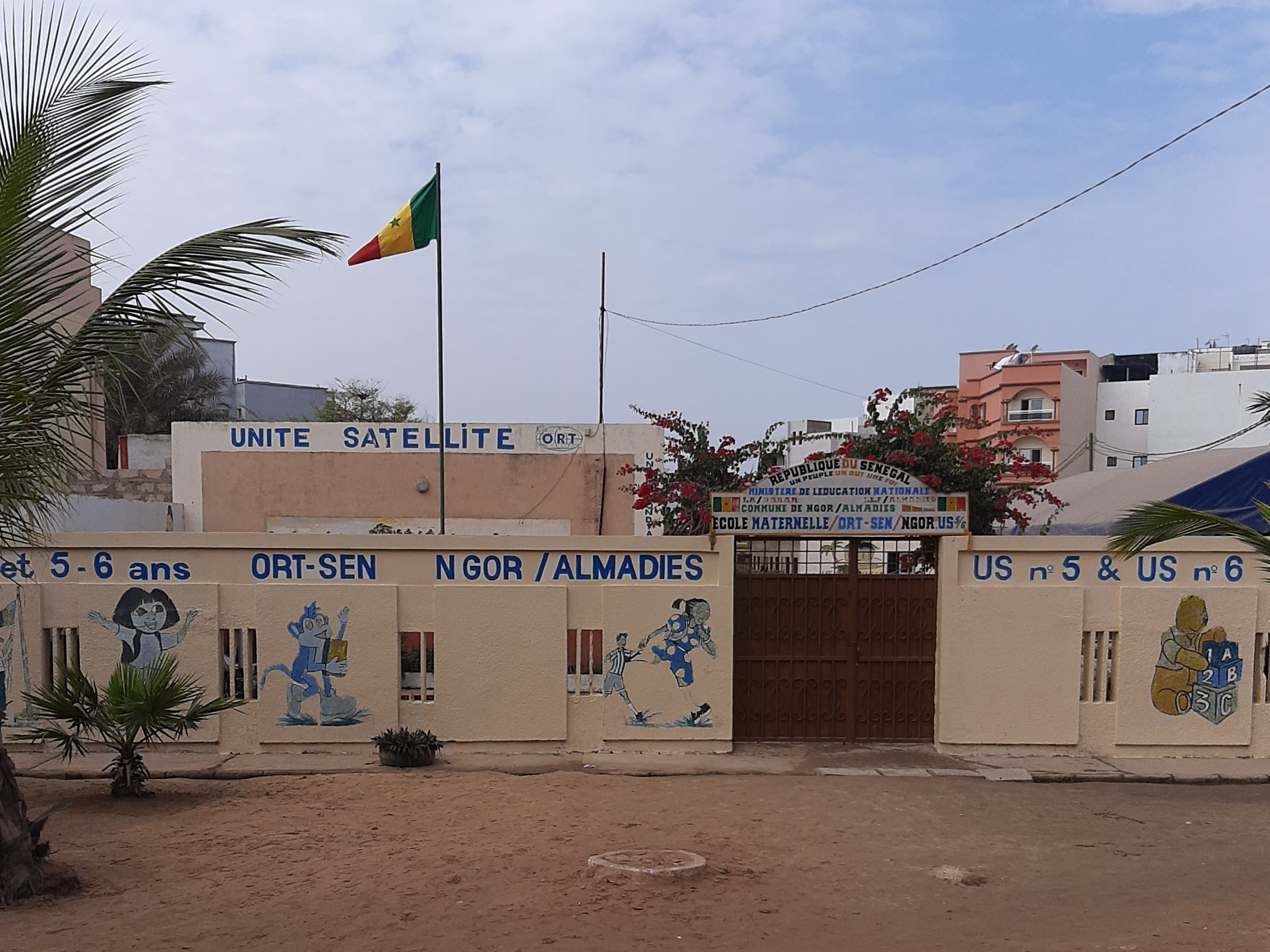
Ecole maternelle à Ngor.

En 2019, la région de Dakar dispose de 1017 établissements d'accueil de la petite enfance, majoritairement privés (94 %). Il s'agit essentiellement d'écoles maternelles (884), ainsi que 101 garderies d'enfants et 32 cases des tout-petits. Il n'y a plus de cases communautaires dans la région depuis 2018.
Lors de l'année scolaire 2018-2019, 71 269 enfants fréquentaient ces établissements, dont 52 % de filles. Le taux brut de pré-scolarisation (TBPS) est de 24 %.

## Elémentaire
Lors de l'année scolaire 2018-2019, 469 053 élèves fréquentent les établissements élémentaires de la région, dont 52 % de filles. 52 % des élèves fréquentent des établissements publics, pourtant moins nombreux que les privés (4529 contre 7391). Il y a en moyenne 39 élèves par classe.

## Cycle moyen
202 356 élèves sont inscrits en cycle moyen lors de l'année scolaire 2018-2019, dont 51,4 % de filles. Ils fréquentent majoritairement les établissements publics (59 %).
Le taux de transition de l'élémentaire au moyen (passage du CM2 à la 6e) est de 86,6 %, contre 73,9 % au niveau national.

## Cycle secondaire

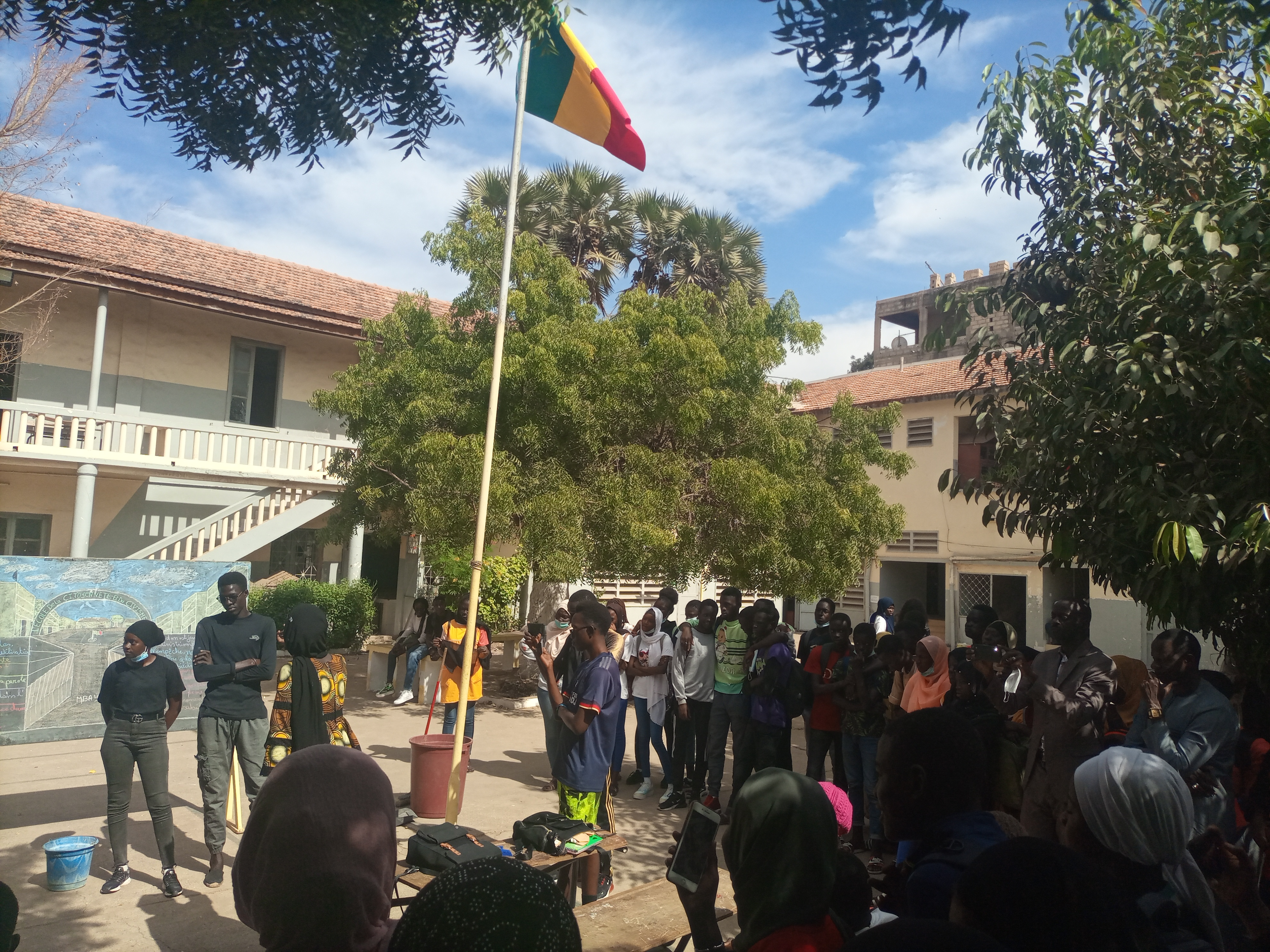
Elèves dans la cour du lycée Abdoulaye Sadji de Rufisque.

En 2018-19, 92 654 élèves sont inscrits en cycle secondaire dans la région, dont 50,8 % de filles. Le taux de transition du moyen au secondaire (passage de la 3e à la 2de) est de 69,3 %.

## Enseignement technique et formation professionnelle
En 2019, la région de Dakar disposent de 120 établissements de formation professionnelle et technique (FPT) : 2 lycées techniques publics et 118 centres de formation professionnelle (104 privés et 14 publics). Ils accueillent 52 006 apprenants, majoritairement masculins.

## Supérieur
La région de Dakar compte 195 207 étudiants lors de l'année universitaire 2018-19 (dont 57 % d'hommes). Ils fréquentent majoritairement les établissements publics (66 %).
L'offre publique d'enseignement supérieur est principalement composée de l'Université Cheikh-Anta-Diop (UCAD), y compris des écoles et instituts. 138 établissements privés sont recensés en 2019.